# تقييم المخاطر في إطار اتفاقية التدابير الصحية والصحة النباتية
تقييم المخاطر في إطار اتفاقية التدابير الصحية والصحة النباتية (بالإنجليزية: Risk Assessment under the Sanitary and Phytosanitary Agreement)‏ (اتفاقية SPS) ينظم قواعد لسلامة الأغذية ومعايير الصحة النباتية والحيوانية. تسمح الاتفاقية للدول بتطبيق التدابير شريطة أن تقوم على أساس علمي وأن لا يتم تطبيقها إلا بالقدر اللازم لحماية حياة أو صحة الإنسان والحيوان والنبات، وأن لا تمارس تمييزًا تعسفيًا أو غير مبررًا بين الدول التي تسود فيها ظروف مماثلة أو مشابهة.

## الوصف
تتمثل أحد أهم خصائص الاتفاقية في أنه يجب أن تستند التدابير الصحية والصحة النباتية على «تقييم المخاطر»، وتقتضي المادة 2.2 من الاتفاقية أن تقوم التدابير الصحية والصحة النباتية على أدلة علمية كافية، وكذلك على تقييمات ملائمة للمخاطر على حياة أو صحة الإنسان أو الحيوان أو النبات. تقييم المخاطر يجب أن يأخذ في الاعتبار ما يلي –على سبيل المثال لا الحصر– :
الأدلة العلمية المتاحة والعمليات ذات الصلة وطرق الإنتاج المناسبة وسحب العينات والاختبارات المناسبة، ومدى انتشار الأمراض والآفات، والمناطق الخالية من الأمراض والآفات والأوضاع الإيكولوجية والبيئية المناسبة وتدابير الحجر الصحي والعلاجات الأخرى. ويجوز أن يعتمد الأعضاء -بصورة استثنائية- تدابير مؤقتة (غير مبنية على تقييم المخاطر) عندما يكون الدليل العلمي ذو الصلة غير كافيًا.
يُعرّف تقييم المخاطر في الفقرة 4 من الملحق (أ) لاتفاقية (SPS) كالتالي:
- تقييم احتمالية دخول أو استحداث أو انتشار مرض أو آفة داخل أراضي دولة عضو مستوردة وفقًا للتدابير الصحية والصحة النباتية التي يمكن تطبيقها والتبعات الاقتصادية والبيولوجية المحتملة المرتبطة بها، أو تقييم احتمالية وجود آثار سلبية على صحة الإنسان أو الحيوان ناجمة عن وجود المواد المضافة والملوثات والسموم والكائنات العضوية المسببة للأمراض في الطعام أو المشروبات أو الأعلاف.

- يمثل تقييم المخاطر تقديرًا كيفيًا أو نوعيًا[5] 'للتأثير الضار المحتمل الناتج عن تناول مادة ما أو نشاط أو التعرض لهما، وتُحَدد وفقًا لمنهجية مقبولة علميًا.'[6]

- إن الخطر الذي يتم تقييمه بموجب المادة 5.1 يجب أن يكون خطرًا مُحددًا «والذي له آثار سلبية محتملة حقيقية على صحة الإنسان في العالم الواقعي حيث يعيش الناس ويعملون ويموتون».[7] وقد يتعارض هذا مع 'إدارة المخاطر'، والتي تأخذ في الاعتبار نتيجة تقييم المخاطر بالإضافة إلى القيم والسياسات المجتمعية.[8] وتسعى إدارة المخاطر إلى تحديد مستوى المخاطر التي يرغب مجتمع معين في اتخاذها فيما يتعلق بالضرر المحتمل والتدابير الصحية والصحة النباتية المقابلة.